# Clariger chionomaculatus
Clariger chionomaculatus és una espècie de peix de la família dels gòbids i de l'ordre dels perciformes.

## Morfologia
- Els mascles poden assolir 4,2 cm de longitud total i les femelles 4,63.[5]

## Hàbitat
És un peix marí, de clima temperat i demersal que viu entre 0-2 m de fondària.

## Distribució geogràfica
Es troba al nord del Japó.

## Observacions
És inofensiu per als humans.